# Ebikon
Ebikon es una comuna suiza del cantón de Lucerna. Tiene una población estimada, a fines de 2020, de 14 066 habitantes.
Es un municipio suburbano de la ciudad de Lucerna.
Limita al norte con las comunas de Buchrain y Dierikon, al este con Adligenswil, al sur con Lucerna, y al oeste con Emmen.

## Transportes
Ferrocarril
Cuenta con una estación ferroviaria en la que efectúan parada trenes de cercanías pertenecientes a la red S-Bahn Lucerna.